# Savonnières-devant-Bar
Savonnières-devant-Bar ist eine französische Gemeinde mit 451 Einwohnern (Stand: 1. Januar 2022) im Département Meuse in der Region Grand Est. Sie gehört zum Arrondissement Bar-le-Duc und zum Kanton Bar-le-Duc-1.
Nachbargemeinden sind Resson im Nordosten, Longeville-en-Barrois im Südosten, Combles-en-Barrois im Südwesten sowie Bar-le-Duc im Nordwesten.

## Geschichte und Bevölkerungsentwicklung
Im Jahr 859 hielt sich Kaiser Lothar II. mit vielen weiteren Adligen wegen einer Synode der westfränkischen Bischöfe „in villa Saponarias“ auf (Regesta Imperii I, 1288c). Bis 1460 gehörte der Ort zum Kloster in Saint-Mihiel (an der Maas nördlich von Commercy).
| Jahr      | 1962 | 1968 | 1975 | 1982 | 1990 | 1999 | 2008 | 2019 |
| --------- | ---- | ---- | ---- | ---- | ---- | ---- | ---- | ---- |
| Einwohner | 642  | 632  | 569  | 527  | 548  | 545  | 593  | 471  |

## Sehenswürdigkeiten
- Kirche Saint-Calixte, Monument historique seit 1997

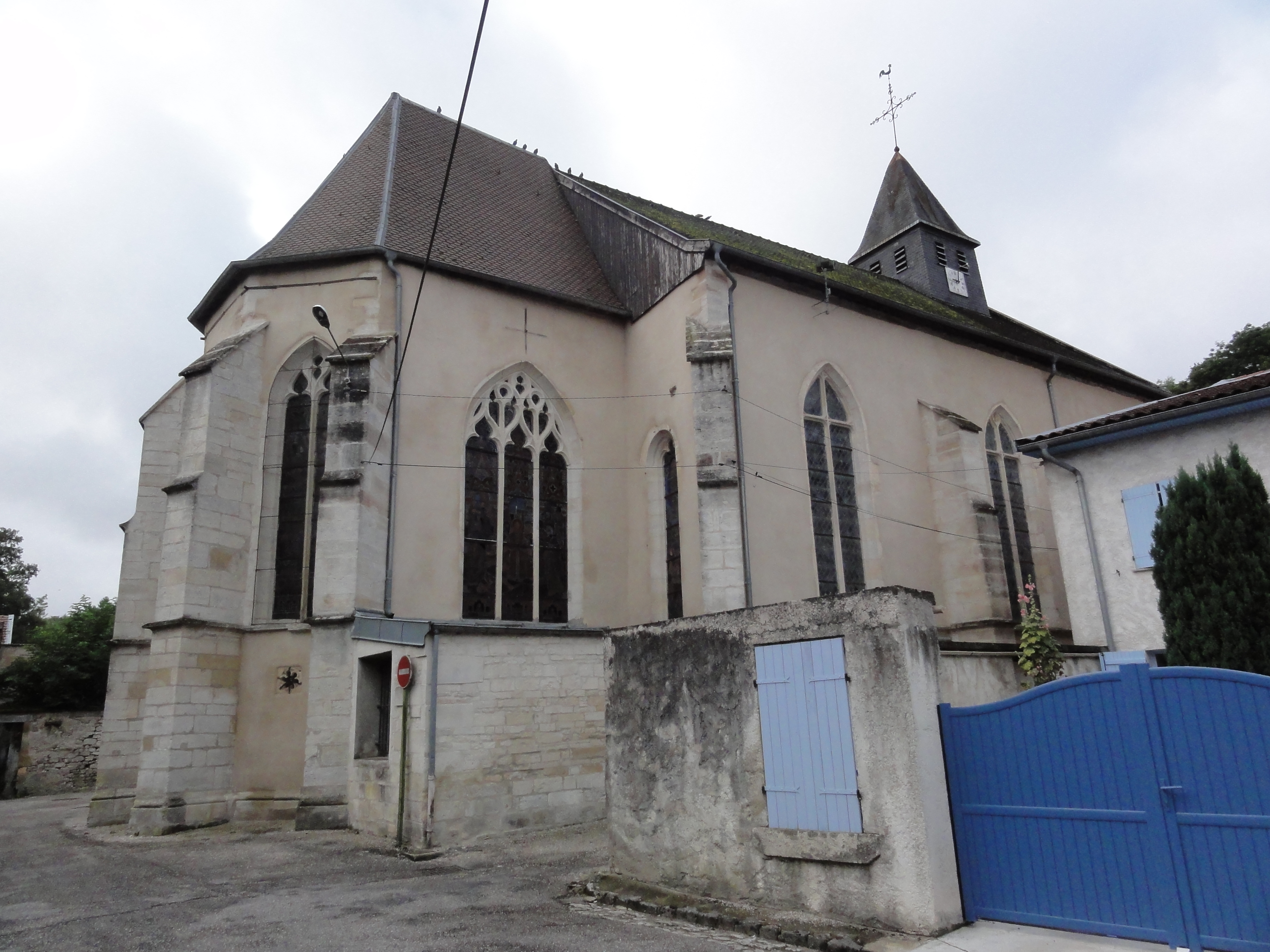
Kirche Saint-Calixte